# Steinbach (Gemeinde Brand-Nagelberg)
Steinbach ist eine Ortschaft und eine Katastralgemeinde der Gemeinde Brand-Nagelberg im Bezirk Gmünd in Niederösterreich mit 216 Einwohnern (Stand 1. Jänner 2024).

## Geografie
Das westlich des Sassberges (624 m ü. A.) liegende Dorf befindet sich in einer großen Lichtung, die Überwiegend von Saubach in den Gamsbach entwässert wird. Am Ort vorüber führt die gut ausgebaute Waldviertler Straße, von der mehrere Nebenstraßen nach Steinbach abzweigen. Weiters zählen die südlich von Steinbach gelegenen Streusiedlungen Forsthartl und Waldhäuseln zur Ortschaft. Am 1. April 2020 umfasste die Ortschaft 134 Adressen.

## Geschichte
Das Dorf wurde bereits 1369 erstmals urkundlich erwähnt.
Steinbach war von 1688 bis 1788 bei der Herrschaft Litschau und kam danach (wieder) zur Herrschaft Heidenreichstein. Im Jahr 1822 wurde der Ort als Dorf mit 45 Häusern genannt, das nach Schrems eingepfarrt war und die Kinder vor Ort eingeschult wurden. Die Herrschaft Weißenbach besaß die Ortsobrigkeit und die Herrschaft Heidenreichstein übte die Landgerichtsbarkeit aus, besorgte die Konskription und hatte die Grundherrschaft inne. Laut Adressbuch von Österreich waren im Jahr 1938 in Steinbach ein Fleischer, zwei Gastwirte, ein Gemischtwarenhändler, ein Schmied, ein Schneider, vier Schuster, ein Tischler und mehrere Landwirte ansässig.
Im Jahr 1968 trat der Ort zusammen mit Finsternau der Gemeinde Brand-Nagelberg bei.

## Bevölkerungsentwicklung
1751 zählte Steinbach 24 untertänige Häuser.
Bei der ersten Volkszählung in Österreich-Ungarn im Jahr 1869 wohnten 560 Personen in Steinbach. In den nachfolgenden Jahrzehnten nahm die Bevölkerung leicht ab und erreichte 513 Einwohner im Jahr 1951. In der 2. Hälfte des 20. Jahrhunderts sank die Zahl der Bewohner rasch ab und lag gegen Ende bei etwa 300 Einwohnern. Bei der letzten Erfassung am 1. Jänner 2024 zählte man in Steinbach 216 Einwohner.

## Siedlungsentwicklung
Zum Jahreswechsel 1979/1980 befanden sich in der Katastralgemeinde Steinbach insgesamt 115 Bauflächen mit 47.687 m² und 72 Gärten auf 55.926 m², 1989/1990 waren es 139 Bauflächen. 1999/2000 war die Zahl der Bauflächen auf 386 angewachsen und 2009/2010 waren es 173 Gebäude auf 375 Bauflächen.

## Landwirtschaft
Die Katastralgemeinde ist landwirtschaftlich geprägt. 405 Hektar wurden zum Jahreswechsel 1979/1980 landwirtschaftlich genutzt und 977 Hektar waren forstwirtschaftlich geführte Waldflächen. 1999/2000 wurde auf 317 Hektar Landwirtschaft betrieben und 1.051 Hektar waren als forstwirtschaftlich genutzte Flächen ausgewiesen. Ende 2018 waren 306 Hektar als landwirtschaftliche Flächen genutzt und Forstwirtschaft wurde auf 104.847 Hektar betrieben. Die durchschnittliche Bodenklimazahl von Steinbach beträgt 18,3 (Stand 2010).